# John Wayne Gacy

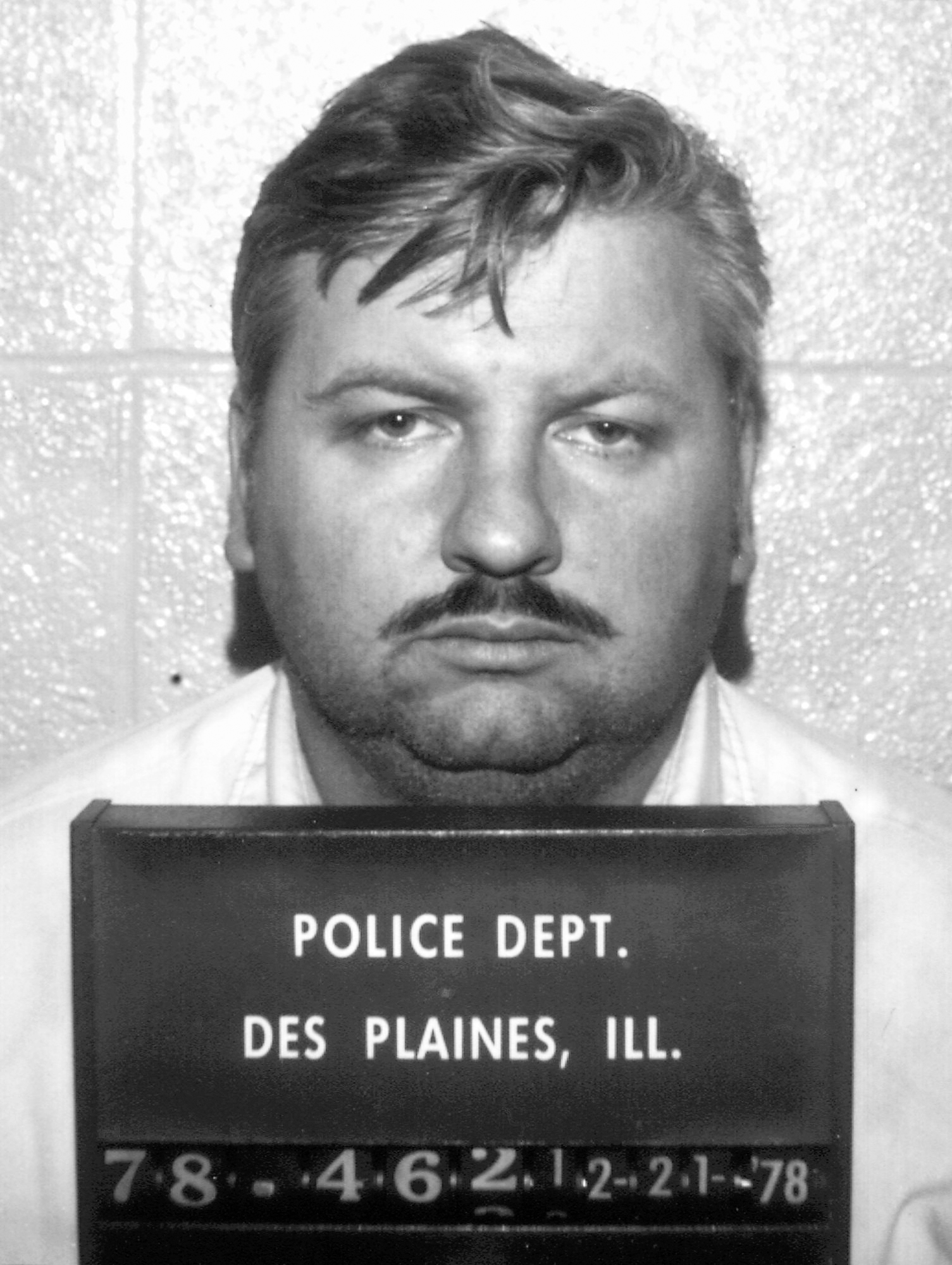
Polizeifoto von Gacy (1978)

John Wayne Gacy, Jr. (* 17. März 1942 in Chicago, Illinois; † 10. Mai 1994 in Crest Hill, Illinois) war ein US-amerikanischer Serienmörder, der für die Vergewaltigung und Ermordung von 33 Jungen und jungen Männern in den Jahren 1972 bis 1978 verurteilt wurde. Er erhielt einen Eintrag im Guinness-Buch der Rekorde für die längste Strafe, die über einen Serienmörder verhängt wurde: Er erhielt 21-mal lebenslang und 12-mal die Todesstrafe und wurde 1994 im Stateville Correctional Center hingerichtet.
Bekannt wurde er als Killer-Clown, weil er in einem selbstgenähten Clownkostüm Straßenfeste zu besuchen pflegte, um als Pogo der Clown Kinder zu unterhalten.

## Biografie

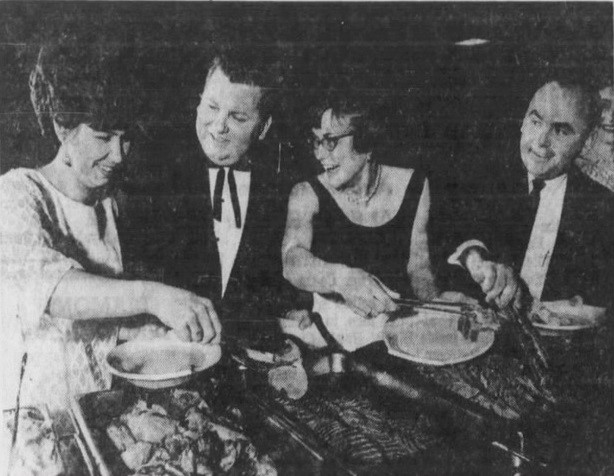
Gacy (zweiter von links), fotografiert mit seiner ersten Frau Marlynn Myers (links) bei einer Weihnachtsfeier (1967)

John Wayne Gacy wurde am 17. März 1942 im Edgewater Hospital in Chicago geboren. Er war das zweite von insgesamt drei Kindern und der einzige Sohn von John Stanley Gacy, dessen Eltern polnische Einwanderer waren, und Marion Elaine Gacy, die dänische Wurzeln hatte. Sein Vater war Mechaniker und seine Mutter Hausfrau. Gacy hatte eine enge Beziehung zu seiner Mutter, das schwierige Verhältnis zu seinem strengen, gewalttätigen und alkoholabhängigen Vater überschattete seine Kindheit. Gacy war als Kind unathletisch sowie übergewichtig und galt als verträumtes, unbeholfenes Kind. Ein Herzproblem und regelmäßige Ohnmachtsanfälle schränkten ihn seit früher Kindheit gesundheitlich ein. Sein Vater beschuldigte ihn immer wieder, die Erkrankungen vorzutäuschen, um nach Aufmerksamkeit zu heischen. Bis zu seinem elften Lebensjahr besuchte Gacy eine katholische Schule und ging nach dem Umzug der Familie auf eine staatliche Schule. Im Alter von 18 Jahren begann Gacy, sich freiwillig in der Lokalpolitik zu engagieren, und gründete eine Jugendgruppe in der örtlichen katholischen Kirchengemeinde. 1960 brach Gacy im Alter von 19 Jahren nach vier weiteren High-School-Wechseln die Schule im letzten Jahr ohne Abschluss ab.
Kurz darauf zog Gacy nach einem Streit mit dem Vater nach Las Vegas, Nevada, um dort zu arbeiten. Er fand in Las Vegas Anstellung in einem Bestattungsinstitut, kehrte aber schon nach drei Monaten zurück nach Chicago, nachdem er in Verdacht geraten war, Leichen für nekrophile Handlungen entkleidet zu haben. Nach der Rückkehr schrieb er sich an einer Berufsschule für Wirtschaft ein und bekam 1963 nach bestandenem Abschluss eine Stelle bei der Nunn-Bush Shoe Company in Springfield, Illinois. Während dieser Zeit trat er auch den Jaycees bei, einer Wohltätigkeitsorganisation zur Förderung junger Geschäftsleute, und wurde 1964 bereits nach drei Monaten für sein außerordentliches Engagement ausgezeichnet. Zu dieser Zeit hatte Gacy betrunken eine erste homosexuelle Erfahrung mit einem Bekannten. Er lernte seine Kollegin Marlynn Myers kennen, die er im September 1964 heiratete. Nachdem er als Manager-Anwärter ausgestiegen war, wurde er Manager eines Outlets einer Bekleidungsfirma in Springfield. Während dieser Zeit trat er diversen örtlichen Organisationen bei und wurde Vizepräsident und „Man of the Year“ bei den Jaycees. Allerdings begannen das aktive Gesellschaftsleben und eine starke Gewichtszunahme seinen Gesundheitszustand so zu beeinträchtigen, dass mehrere Krankenhausaufenthalte erforderlich wurden.
Im Jahr 1966 zog er mit seiner Frau und seinem Sohn Michael nach Waterloo, Iowa, wo sein Schwiegervater drei Kentucky-Fried-Chicken-Restaurants führte. Im Alter von 24 Jahren begann Gacy, in einem der Restaurants als Manager zu arbeiten. Nach sexuellen Übergriffen auf den 15-jährigen Sohn eines seiner Jaycee-Freunde wurde er im Mai 1968 von einem Gericht des Kindesmissbrauches für schuldig befunden und zu 10 Jahren Haft verurteilt. Seine Frau ließ sich daraufhin von ihm scheiden. Gacy wurde am 18. Juni 1970 vorzeitig nach 18 Monaten Haft wegen guter Führung entlassen und kehrte nach Chicago zurück, wo er als Koch in einem Schnellrestaurant arbeitete. Im Juni 1971 verließ er die Firma, um sein eigenes Heimwerkerunternehmen zu gründen: PDM Contracting (Painting, Decorating and Maintenance). Bereits zu jener Zeit sagte erneut ein 19-Jähriger aus, Gacy habe ihn auf der Straße aufgegriffen und bei ihm zu Hause sexuell genötigt. Aufgrund mangelnder Beweise und weil Gacy die Tat bestritt wurde die Klage fallen gelassen.
Mit seiner neuen Freundin Carol Hofgren und deren zwei Töchtern siedelte Gacy in den Chicagoer Vorort Norwood Park über. Er war ein bekannter lokaler Geschäftsmann, Mitglied der Jaycees und Bezirksleiter der Demokraten. Allerdings konnte er seine Neigung zu Jungen nicht unterdrücken und war aus diesem Grund immer wieder auf der Suche nach Opfern. Zu dieser Zeit begann Gacy mit dem Missbrauch und der Ermordung seiner Opfer. Am 1. Juli 1972 heiratete er Carol Hofgren.

Gacy mit Rosalynn Carter, 1978. Die Anstecknadel an seinem Revers zeigt die bestandene Überprüfung durch den Secret Service an.

Aufgrund seines gesellschaftlichen Engagements und seiner Unterstützung der Demokratischen Partei lernte Gacy im Mai 1978 Rosalynn Carter, die Frau des amtierenden US-Präsidenten Jimmy Carter, kennen. Sie war zu einer großen Parade in Chicago eingeladen, die ebenfalls von Gacy organisiert worden war. Zu diesem Zeitpunkt hatte er bereits den Großteil seiner Taten verübt.

## Verbrechen
Am Abend des 2. Januar 1972 war Carol, mit der er bereits zusammenlebte, mit den Töchtern bei Verwandten zu Besuch. Diese Zeit nutzte Gacy und fuhr mit dem Auto durch die Vororte. Er traf auf den 16-jährigen Timothy McCoy, der ihm freiwillig nach Hause folgte und dort übernachtete. Am nächsten Morgen erstach Gacy den Jungen mit einem Küchenmesser und verscharrte die Leiche unter dem Kriechkeller.
Am 29. Juli 1975 griff Gacy den 17-jährigen John Butkovich in einer Kneipe auf, in der dieser zusammengeschlagen worden war, und nahm ihn mit zu sich nach Hause. Zunächst versorgte Gacy seine Wunden, dann aber fesselte er den Jungen mit Handschellen und vergewaltigte ihn. Am Ende legte er eine Schlinge um seinen Hals und zog sie mit einem Stock enger, bis Butkovich erstickte. Gacy verscharrte die Leiche in seiner Garage. 

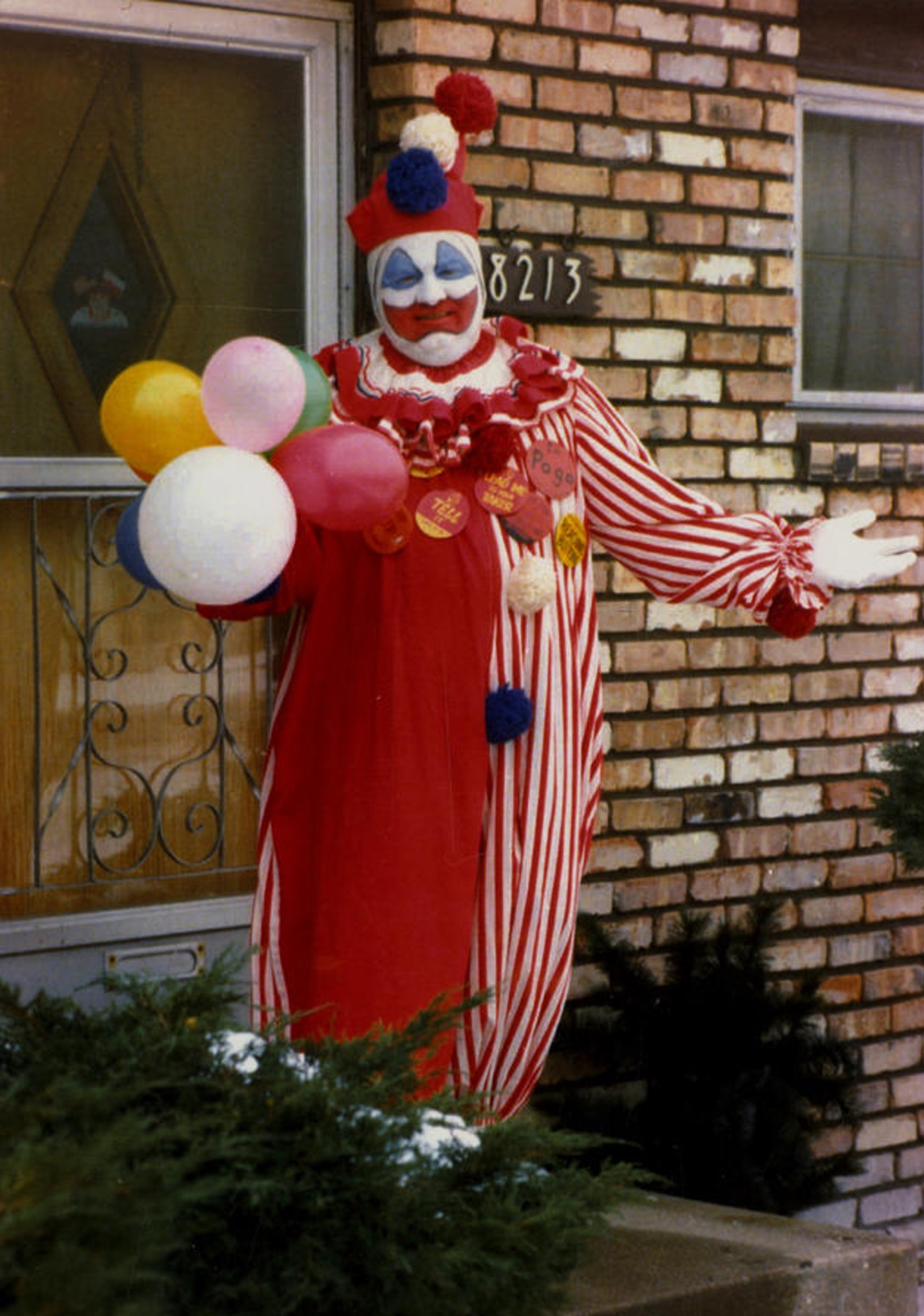
Gacy als „Pogo der Clown“ (1976)

Seine Ehe endete im März 1976. Im darauffolgenden Monat begann die Mordserie. Im April 1976 verschwand der 18-jährige Darrell Sampson und tauchte nicht mehr auf. Es ist unbekannt, was Gacy mit ihm machte, bevor er ihn umbrachte. Am 14. Mai desselben Jahres verschwanden der 14-jährige Samuel Stapleton und der 15-jährige Randall Raffett. Ebenfalls 1976, am 3. Juni, verschwand ein weiterer Jugendlicher, der 17-jährige Michael Bonnin, und eine Woche später der 16-jährige William Carroll. Beide wurden ebenfalls unter dem Kriechkeller vergraben. Anfang August wurden der 17-jährige Richard Johnston und der 16-jährige James Byron Haakenson als vermisst gemeldet. Am 11. Dezember 1976 verschwand auch Gregory J. Godzik.
Im folgenden Januar verschleppte Gacy den 17-jährigen John Szyc, vergewaltigte ihn und brachte ihn mit einem Seil und einem Stock um. Am 15. März 1977 ermordete er den 20-jährigen Jon Prestidge. Im Juli verschwanden zwei weitere Opfer, der 19-jährige Matthew H. Bowman und der 18-jährige Robert Gilroy. Beide wurden nicht mehr lebend gesehen. Auch David Cram, ein Teenager, der für Gacy arbeitete, wurde sein Opfer. Er konnte sich allerdings retten und verließ die Stadt. Jedoch ging er, wie auch viele andere Überlebende, nicht zur Polizei. Am 17. Oktober 1977 verschwand der 20-jährige Russell O. Nelson und am 10. November wurde der 16-jährige Robert Winch zum letzten Mal lebend gesehen. Der 19-jährige Marinesoldat David Paul Talsma wurde am 9. Dezember 1977 umgebracht. Am 30. Dezember verschwand der 19-jährige Robert Donnelly. Er wurde gefoltert und vergewaltigt, jedoch von Gacy freigelassen mit der Drohung, wenn er zur Polizei gehe, werde er ihn finden. Trotzdem erstattete Donnelly Anzeige gegen seinen Peiniger, allerdings stritt Gacy die Beschuldigungen ab und die Klage wurde zum Entsetzen Donnellys fallen gelassen. Am 16. Februar 1978 verschwand William Kindred. Am 25. März 1978 erschien der Student Jeffrey D. Rignall bei der Polizei und beschuldigte Gacy der Vergewaltigung und Folter. Rignall wies Verbrennungen im Gesicht und Blutungen auf. Gegen Gacy wurde aber wieder aufgrund mangelnder Beweise nicht ermittelt.
Das letzte Opfer Gacys war der 15-jährige Robert J. Piest, der am 11. Dezember 1978 verschwand. Gacy hatte die Leiche seines Opfers zunächst auf den Dachboden gebracht, bevor er sie verscharren wollte. Nach dem Verschwinden von Piest wurde eine Hausdurchsuchung bei Gacy angeordnet, da der Jugendliche zuvor ein Treffen mit ihm erwähnt hatte. Dabei wurde belastendes Beweismaterial sichergestellt. Später gestand Gacy 33 Morde, wobei 28 Leichen unter seinem Haus in Des Plaines, einem Vorort von Chicago, vergraben sein sollten. Die anderen fünf Leichen seien von ihm in den Des Plaines River geworfen worden. Die meisten Opfer waren junge männliche Prostituierte. Einige Opfer waren Jugendliche, die Gacy in seinem Betrieb angestellt hatte. Die Opfer waren zwischen 14 und 21 Jahren alt.
Anfangs konnten neun seiner Opfer nicht identifiziert werden. Erst 2007 wurde eines von ihnen als Timothy McCoy aus Nebraska identifiziert, 2011 William George Bundy, 2017 James Haakenson und 2021 Francis Wayne Alexander. Man nimmt an, dass McCoy Gacys erstes Opfer war. Die Identität von fünf Opfern ist (Stand 2021) noch immer ungeklärt. Es wird vermutet, dass die tatsächliche Opferzahl höher gelegen haben könnte.
Am 21. Dezember 1978 wurde Gacy wegen Mordverdachts verhaftet. Er gestand die Morde, bezichtigte aber gleichzeitig auch einige seiner Angestellten, Mittäter gewesen zu sein. Zur Zeit von Gacys Verhaftung wurden diese Anschuldigungen nicht weiter untersucht, allerdings verhaftete man 1982 Robin Gecht, einen ehemaligen Angestellten Gacys, als Anführer einer Gruppe von Männern, die in den vorangegangenen Jahren mehrere Frauen vergewaltigt und ermordet hatten.

## Prozess, Urteil und Zusammenarbeit mit FBI-Profilern
Am 6. Februar 1980 begann Gacys Verhandlung in Chicago. Während des Prozesses wurde das Gesuch der Verteidigung auf „unschuldig aufgrund von Geisteskrankheit“ (sogenannte insanity defense) abgewiesen. Auch wurde die Argumentation der Verteidigung, die Morde seien „Unfälle während sexueller Asphyxie“ gewesen, vom Gericht sofort abgewiesen. Während der Verhandlung scherzte Gacy makaber, sein einziges Verbrechen sei, „einen Friedhof ohne Lizenz“ geführt zu haben.
Im Verfahren wurde das schlechte Verhältnis zu seinem alkoholkranken Vater berücksichtigt sowie eine Kopfverletzung mit mehrmaligem Bewusstseinsverlust aus seiner Jugendzeit.
Gacy wurde am 13. März schuldig gesprochen und zum Tode verurteilt. Er verbrachte bis zu seiner Hinrichtung noch 14 Jahre in der Todeszelle. Am 4. Oktober 1993 wurde sein letztes Gnadengesuch durch den U.S. Supreme Court abgelehnt. Der Exekutionstermin wurde am 18. Dezember 1993 vom Illinois Supreme Court auf den 10. Mai 1994 festgesetzt.
Für die US-amerikanische Bundesbehörde FBI befragten die Polizeipsychologen und Profiler John E. Douglas und Robert Ressler neben Gacy eine Reihe von Serienmördern (darunter David Berkowitz, Ted Bundy und Edmund Kemper), um Erkenntnisse zu deren Vorgehensweise, Denkmustern und Motiven zu erhalten. Ihre Ergebnisse wurden Teil der ersten Ausgabe des Crime Classification Manual (1992), in dem unter anderem zum ersten Mal unterschiedliche Typen von Serienmördern klassifiziert wurden. Später wurde dieses Wissen unter anderem zur Unterstützung bei der Erstellung von Täterprofilen genutzt.

## Hinrichtung und postmortale Untersuchung
Am 10. Mai 1994 wurde Gacy vom Menard Correctional Center in Chester, Illinois, ins Stateville Correctional Center nach Crest Hill gebracht und durch eine letale Injektion hingerichtet. Vorher hatte er noch die Gelegenheit bekommen, mit seiner Familie ein Picknick einzunehmen und sich mit einem katholischen Priester zu treffen. Seine letzten Worte sollen „Kiss my ass!“ (gleichbedeutend mit „Leckt mich am Arsch!“) gewesen sein. Die bevorstehende Hinrichtung hatte in den Medien für einige Aufregung gesorgt und circa 1000 Schaulustige zum Gelände der Strafanstalt gelockt, in der das Urteil vollstreckt wurde. Die Mehrheit soll aus Befürwortern der Exekution bestanden haben, eine Minderheit habe mit einer Lichterkette gegen die Hinrichtung protestiert. Händler verkauften Gacy-T-Shirts und andere Gacy-Artikel in einem Ausmaß, das man später als abgrundtief schlechten Geschmack bezeichnete. Während der Exekution gab es Probleme mit der Injektion, so dass sie abgebrochen werden musste. Nach einem zweiten Versuch und insgesamt 18 Minuten war Gacy tot. Dies führte dazu, dass in Illinois ein neues Verfahren zur Tötung per Injektion installiert wurde. Der oberste Ankläger im Gacy-Prozess, William Kunkle, sagte, der Täter habe „immer noch einen sehr viel leichteren Tod gehabt als irgendeines seiner Opfer“. Der Großteil der auf dem Gelände wartenden Menge jubelte in dem Moment, als man Gacy offiziell für tot erklärte.
Nach der Hinrichtung wurde sein Gehirn dem Schädel entnommen und untersucht. Es wies jedoch keine Besonderheiten auf.

## Verfilmungen
- 1992: Jagt den Killer (To Catch a Killer), Fernseh-Zweiteiler, Brian Dennehy als Gacy.
- 2003: Gacy
- 2010: Dear Mr. Gacy
- 2010: Horror House: Die unheimliche Geschichte des John Wayne Gacy (8213: Gacy House)
- 2016: ES
- 2017: John Wayne Serial Killer (Kurzfilm)[26]
- 2021: John Wayne Gacy: Devil in Disguise (Miniserie, 6 Folgen)[27]
- 2022: John Wayne Gacy: Selbstporträt eines Serienmörders (Conversations with a Killer: The John Wayne Gacy Tapes), 3-teilige-Dokumentarserie[28][29]
- 2022: In der zehnten und letzten Episode mit dem Titel Gott der Vergebung / Gott der Rache der Netflix-Serie Dahmer – Monster: Die Geschichte von Jeffrey Dahmer wird das Morden von John Wayne Gacy in Spielszenen von Schauspielern nachgestellt und mit den morbiden Straftaten des Serienmörders Jeffrey Dahmer verglichen. In einer Szene trägt der John Wayne Gacy verkörpernde Schauspieler ein für Gacy typisches Clowns-Kostüm. Außerdem wird in dieser Serien-Episode die Hinrichtung von Gacy per Giftspritze nachgestellt.[28]